# Misano World Circuit Marco Simoncelli
O Misano World Circuit Marco Simoncelli, também conhecido como simplesmente Marco Simoncelli é um autódromo italiano que fica próximo da cidade de Misano Adriatico no Mar Adriático. Aberto em 1972, abriga a MotoGP. Ampliado em 1993, mesmo ano do acidente do ex-campeão Wayne Rainey que o deixou paraplégico. Em 2006 passou por profunda reforma tornando-se anti-horário em 4180m.
Em 2023, foi escolhida como sede do E-Prix de Misano Adriático do ano seguinte, substituindo o Circuito Urbano do EUR, em Roma. O traçado possui quase 1 km a menos que o circuito completo e 14 curvas, correndo no sentido horário. As únicas diferenças em comparação ao circuito original são as curvas 3 e 4, que entram numa parte interna da pista, para então voltarem ao circuito GP, e a chamada Curvone passa a ser uma chicane para esquerda e direita.
Entretanto, para a temporada seguinte, Misano não apareceu no calendário. Quando questionado sobre, Jeff Doods, CEO da Fórmula E, disse:
| “ | Definitivamente queremos estabelecer uma casa na Itália, isso nunca foi questionado em nosso negócio. Corremos em Roma há muito tempo (...). Misano veio até nós como uma opção, como uma possibilidade. Nós tentamos… nos sentimos incrivelmente bem-vindos em Misano, as instalações eram ótimas, a equipe de liderança era brilhante (...), mas a realidade é que a localização, que fica bastante longe do aeroporto mais próximo, e o estilo de corrida, que nem todos os pilotos e equipes adoravam, não nos parecia que seria o lar permanente, o lar de longo prazo. Achamos que precisamos estar mais perto de uma cidade grande, e idealmente estaríamos num circuito de rua, não há um circuito permanente lá. | ” |

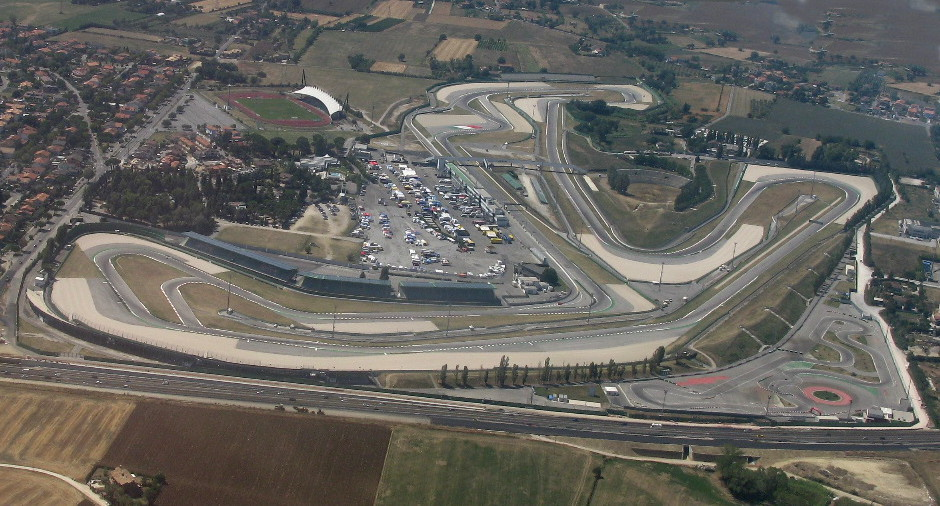
Vista aérea do circuito
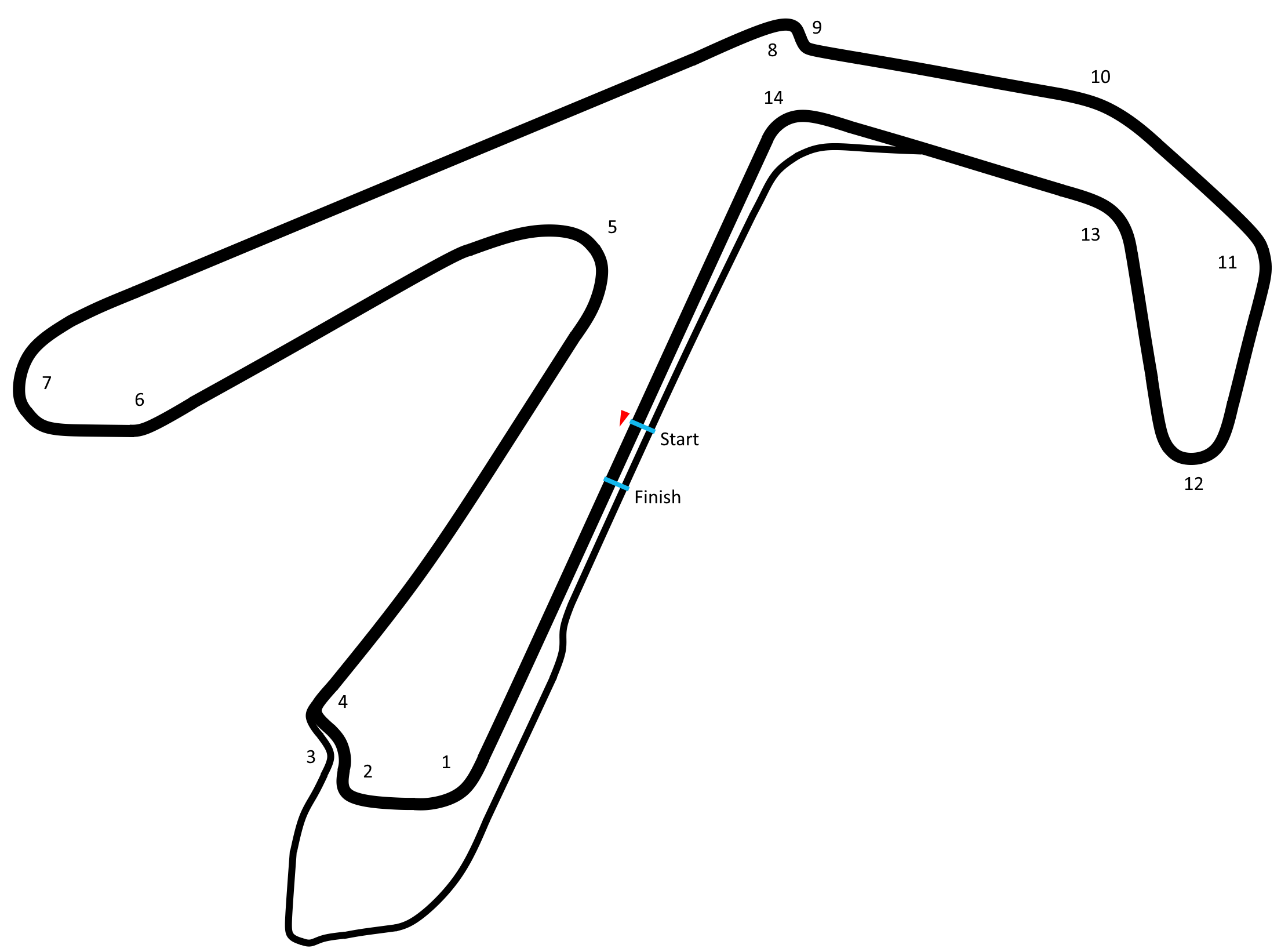
Mapa do traçado da Fórmula E

## Ligações Externas
- Site Oficial (em inglês e italiano)